# Final Fantasy VII: Advent Children
Final Fantasy VII: Advent Children (jap. ファイナルファンタジーVII アドベントチルドレン Fainaru Fantajī Sebun Adobento Chirudoren) ist ein Computeranimationsfilm aus dem Jahr 2005. Seine Handlung lehnt sich an das international erfolgreiche Videospiel Final Fantasy VII an, das für die Sony Playstation und für Windows auf dem PC erschienen ist. Fast alle bekannten Figuren aus Final Fantasy VII treten in dem Film auf, unter anderem die gesamte spielbare Gruppe sowie einige ehemalige Bösewichte.
Eine Director's-Cut-Version des Films erschien am 16. April 2009 in Japan unter dem Titel Final Fantasy VII: Advent Children Complete im Blu-Ray-Format. Advent Children Complete bietet diverse erweiterte, veränderte und neue Szenen und hat eine Laufzeit von 126 Minuten - etwa 25 Minuten mehr als der Originalfilm.

## Inhalt
Der Film setzt die Handlung des Spiels Final Fantasy VII fort. Er spielt auf dem fiktiven Planeten „Gaia“, der von dem Shinra-Konzern beherrscht wurde. Dieser hatte die sogenannte Mako-Energie entdeckt, die durch das Anzapfen des Lebensstroms, der den gesamten Planeten durchfließt, gewonnen wird. Doch den Planeten auszunutzen hatte katastrophale Auswirkungen.
Der Film spielt zwei Jahre später in der Stadt Edge, welche neben Midgar erbaut wurde und ihre Bewohner von einer unheilbaren Krankheit namens Geostigma geplagt werden. Diese wird ausgelöst durch die Verseuchung des Lebensstromes durch Jenovas Zellen und den willentlichen Einfluss des Antagonisten von Final Fantasy VII, Sephiroth, welcher mithilfe der Schwarzfärbung des Energieflusses durch all jene Ablehnung und Hass und das Verschmelzen mit den Erinnerungen der Bewohner Gaias nicht nur seine eigene Existenz sicherstellt, sondern sich auch seine Neuankunft durch die Materialisierung der neuen Feinde sichert.
Die drei Jugendlichen, Loz, Yazoo und ihr Anführer Kadaj, glauben ihre „Mutter“ (Jenovas Kopf) bei Sephiroths früherem Feind finden zu können. Das ist Hauptcharakter Cloud, der, von früheren Ereignissen des Kämpfens müde und von Schuldgefühlen wegen des Todes zweier Freunde geplagt, sich von seinen alten Freunden größtenteils abgeschottet hat und jetzt zusammen mit Tifa und den Waisenkindern Denzel und Marlene lebt. Denzel sowie Cloud leiden ebenfalls an der Krankheit Geostigma, deren Ursachen ihnen nicht bekannt sind.
Nach Angriffen auf Cloud, Tifa sowie den als tot geltenden Präsidenten des Shinra-Konzerns Rufus, muss sich Kadaj etwas einfallen lassen, wie er seine „Mutter“ finden will. Dazu überredet Yazoo an Geostigma erkrankte Kinder mit ihm mitzukommen, indem er ihnen verspricht, sie von ihrem Leiden zu befreien. Auch Waisenjunge Denzel folgt ihm. Marlene wird derweil bei Tifas Kampf mit Loz entführt.
Der zögerliche Cloud macht sich nun auf, die drei Silberhaarigen zu verfolgen, um die Kinder zurückzubringen. Kadaj hat unterdessen die Rückstände der Jenova-Zellen, die im Körper der Kinder durch das Geostigma vorhanden sind, aktiviert, um mit deren Hilfe den Fundort richtiger diesseitiger Jenova-Zellen herauszufinden, da jene dazu in der Lage sind, Jenova-Zellen zu spüren, was Kadaj und seinen „Brüdern“ nicht möglich ist. Nach einem Kampf mit den drei Männern, in dem Cloud unterlegen ist, da die Gegner in der Überzahl sind, muss er von Vincent, einem alten Freund, gerettet werden, der ihn über Kadajs Absichten informieren kann.
Cloud macht sich auf den Weg nach Midgar, wo Yazoo und Loz ein Denkmal abreißen, weil sie durch die Kinder fälschlicherweise glauben, dort befände sich ihre „Mutter“. Kadaj, der wie seine beiden Brüder ein Seelenfragment Sephiroths mit neuer Persönlichkeit ist und Gestalt durch das Geostigma angenommen hat, erklärt Rufus, dass durch die Reunion (auch Wiedervereinigung im Originalspiel), nach der es ihm instinktiv verlangt, Sephiroth zurückkehren wird, doch ist, obwohl er ein Teil Sephiroths ist, verwirrt aufgrund seiner eigenen, neuen Person und zweifelt daran, ob das Wesen Jenova ihn seinem eigentlichen, wahren Ich vorzieht. Daraufhin beschwört er das Monster Bahamut, welches das Denkmal des Meteorfalls zerstört und mit den anderen Monstern der Silberhaarigen die Stadt angreifen. Tifa schafft es, Denzel aus der Gewalt der drei Silberhaarigen zu befreien. Während Yazoo und Loz gegen Reno und Rude kämpfen, treffen nach und nach alte Freunde ein um gegen Bahamut zu kämpfen. Das sind Barret, Yuffie, Cait Sith, Red XIII (Nanaki), Cid und Vincent. Cloud schafft es mit Hilfe seiner Freunde, Bahamut zu besiegen.
Rufus, der dem Kampf zusammen mit Kadaj aus sicherer Distanz zugeschaut hat, offenbart Kadaj, dass er Jenovas Zellen die ganze Zeit bei sich trug. Daraufhin attackiert Kadaj Rufus, wobei es ihm gelingt, den von Rufus beschädigten Behälter mit Jenovas Zellen in seinen Besitz zu bringen. Es beginnt eine Verfolgungsjagd zwischen Cloud und Kadaj, Loz und Yazoo. Mit Hilfe von Reno und Rude gelingt es Cloud schließlich, Kadaj zu stellen, der sich jedoch in eine alte Kirche (der Ort an dem Cloud Aerith zum ersten Mal begegnet ist) zurückzieht. Der Geist der verstorbenen Aerith lässt einen „heiligen Regen“ (im Originalspiel bekannt als Aeriths Ebene 4 Wechsel-LIMIT „Große Lehre“ und „Engelschor“, welcher die Charaktere im Kampf vollständig heilte und in den „Schild“-Zustand versetzte, um sie kurzzeitig beinahe völlig unverwundbar zu machen) regnen um Cloud vor einem Angriff Kadajs zu schützen und der zugleich Cloud vom Geostigma heilt, Kadaj jedoch Schmerzen zufügt. Wiederum gelingt Kadaj die Flucht, bis er schließlich am ehemaligen Hauptquartier des Shinra-Konzerns anhält. Nach einem kurzen Kampf zwischen Cloud und Kadaj besiegt Cloud Kadaj zwar, aber diesem gelingt es dennoch, sich mit den Jenova-Zellen zu vereinen und so wieder zu Sephiroth zu werden. Cloud muss sich erneut seinem alten Erzrivalen stellen, um zu verhindern, dass jener die Energie Gaias und aller anderen Planeten in sich aufnimmt und wie einst schon geplant über alle Seelen herrscht. Mit Hilfe seiner Erinnerungen und der Lösung seiner Schuldgefühle gelingt es ihm, Sephiroths Schwäche, seine Arroganz und Überheblichkeit Cloud gegenüber zu seinem Vorteil erneut zu nutzen und ihn in einem Moment der Überraschung zu besiegen. Dieser wird nach den prophezeienden Worten „Erinnerungen...können mir niemals gerecht werden.“ wieder zu Kadaj, welcher in Clouds Armen in den Lebensstrom, die Energie des Planeten, übergeht.
Der Regen heilt Cloud vom Geostigma und er wird nach schwerer Verwundung aus dem Jenseits von den verstorbenen Aerith und Zack ins Leben zurückgeschickt. Er erwacht in der Kirche und kann jetzt die anderen Menschen, die an Geostigma leiden, mit dem Wasser heilen, in dem er sitzt. Als er das sieht, erkennt er, dass sich der Kampf gegen Sephiroth gelohnt hat, und ist von seinen Schuldgefühlen befreit.

## Produktion
Der Film ist ebenso wie Final Fantasy: Die Mächte in dir mithilfe von Motion Capture entstanden. Im Film werden einige musikalische Themen und Motive aus Final Fantasy VII wieder aufgegriffen. So erklingt beispielsweise bei Tifas Kampf gegen Loz in der zerstörten Kirche das Hauptkampfthema des Spiels als Klavierarrangement. Nobuo Uematsu war wie beim Spiel für die musikalische Untermalung verantwortlich.

## Synchronisation
| Rolle               | Japanischer Sprecher (Seiyū) | Deutscher Sprecher                                       |
| ------------------- | ---------------------------- | -------------------------------------------------------- |
| Cloud Strife        | Takahiro Sakurai             | Björn Schalla                                            |
| Tifa Lockhart       | Ayumi Itō                    | Shandra Schadt                                           |
| Kadaj               | Shōtarō Morikubo             | Marc Stachel                                             |
| Sephiroth           | Toshiyuki Morikawa           | Simon Jäger                                              |
| Denzel              | Kyōsuke Ikeda                | Tobias John von Freyend                                  |
| Elena               | Megumi Toyoguchi             | Solveig Duda                                             |
| Aerith Gainsborough | Maaya Sakamoto               | Manja Doering                                            |
| Cid Highwind        | Kazuhiro Yamaji              | Christoph Jablonka                                       |
| Yuffie Kisaragi     | Yumi Kakazu                  | Ilona Otto                                               |
| Loz                 | Kenji Nomura                 | Andreas Borcherding                                      |
| Red XIII            | Masachika Ichimura           | Marcus Off                                               |
| Reno                | Keiji Fujiwara               | Philipp Brammer                                          |
| Rude                | Taiten Kusunoki              | Oliver Stritzel                                          |
| Rufus Shinra        | Tōru Ōkawa                   | Crock Krumbiegel                                         |
| Cait Sith           | Hideo Ishikawa               | Jakob Riedl                                              |
| Reeve Tuesti        | Banjō Ginga                  | Frank Engelhardt                                         |
| Tseng               | Jun’ichi Suwabe              | Martin Halm                                              |
| Vincent Valentine   | Shōgo Suzuki                 | Dietmar Wunder                                           |
| Barret Wallace      | Masahiro Kobayashi           | Dieter Memel                                             |
| Marlene Wallace     | Miyū Tsuzurahara             | Maresa Sedlmeir                                          |
| Yazoo               | Yūji Kishi                   | Niko Macoulis                                            |
| Zack Fair           | Ken’ichi Suzumura            | Clemens Ostermann Patrick Roche (Director's Cut Version) |

Anmerkungen: Die deutschen, amerikanischen und original japanischen Synchronsprecher der Charaktere Cloud, Sephiroth, Aerith, Tifa, Cid und Zack sind für die gleichen Sprechrollen in der Serie Kingdom Hearts ebenfalls zuständig. Eine Ausnahme bildet Sephiroth, dessen amerikanische Stimme im ersten Teil der Saga vom Sänger Lance Bass geliehen wurde.

## Veröffentlichung
In Japan kam der Film am 14. September 2005 in die Kinos.
In Deutschland wurde der Film das erste Mal am 23. Juli 2006 in München im Rahmen des Fantasy Filmfestes in der japanischen Originalfassung aufgeführt. Am 5. Dezember 2006 folgten Veröffentlichungen auf UMD und DVD, wobei es von letzterer eine Limited Edition und eine Special Edition gibt, die sich aber nur durch das Cover-Design unterscheiden.
Am 16. April 2009 erschien der Film in Japan als Director’s Cut auf Blu-ray Disc, in der 25 Minuten neues Material zusätzlich enthalten sind. Weiterhin gab es eine Version, die mit einer Demo-Version des neuen Spiels Final Fantasy XIII mitsamt einem 160-GB-Modell einer PlayStation 3 gebundlet war.
Die deutsche Free-TV-Premiere war am 9. Juni 2010 auf Kabel eins im Rahmen eines „Final-Fantasy-Spezials“. Zuvor wurde Final Fantasy: Die Mächte in dir gezeigt.
Obwohl der Titel des Films „Final Fantasy VII“ lautet, ist der Film der zweite Final-Fantasy-Film.

## Auszeichnungen
- Bekam am 24. Februar 2007 den „American Anime Award“ in der Kategorie „Best Anime“ verliehen.
- Nominiert für den „American Anime Award“ in der Kategorie „Best Package Design“.

## Director’s Cut
Die Director’s-Cut-Version des Films mit dem Titel Final Fantasy VII: Advent Children Complete (Blu-Ray) erschien am 16. April 2009 in Japan. Dort war Advent Children Complete in drei unterschiedlichen Versionen erhältlich. Neben der normalen Verkaufsversion gab es außerdem eine limitierte Erstauflage, der eine spielbare Demo-Version zu Final Fantasy XIII beilag. Zusätzlich war ein Bundle des Films mit der PlayStation 3 im Verkauf. Neben der etwa 25 Minuten längeren Laufzeit gegenüber dem Originalfilm bietet Advent Children Complete diverses Bonusmaterial. Dies waren verschiedenen Trailer und eine neu verfilmte Episode der Final-Fantasy-VII-Kurzgeschichten On The Way to a Smile.
In Japan sorgte Advent Children Complete in der Woche seiner Erscheinung für eine nahezu Verdreifachung der PlayStation-3-Verkaufszahlen. Innerhalb der ersten drei Verkaufstage wurden 312.000 Exemplare abgesetzt, wobei etwa 40.000 auf das PlayStation-3-Bundle entfielen. Die PlayStation-3-Verkaufszahlen stiegen in der betroffenen Verkaufswoche auf 62.527 Einheiten. In Nordamerika erschien Advent Children Complete am 2. Juni 2009.
In Deutschland erschien der Director’s Cut auf Blu-ray am 9. Dezember 2010 exklusiv beim Online-Versandhändler amazon.com.